# Molí dels Hostalets
El molí dels Hostalets és un antic molí fariner que actualment s'ha convertit en habitatge i a l'esquerra del riu Ondara al nucli dels Hostalets al terme de Ribera d'Ondara (Segarra) inclòs a l'Inventari del Patrimoni Arquitectònic de Catalunya.
L'edifici és de planta rectangular, estructurat a partir de planta baixa, primer is i golfes, i amb coberta a doble vessant. Malgrat les modificacions que han afectat l'edifici, encara conserva elements artístics significatius, com a part de l'estructura d'un gran finestral del qual tan sols resten un dels brancals i part del marc superior, ambdós motllurats, i situat a la façana posterior; així com les restes de l'estructura d'un segon finestral situat a la façana lateral i decorat de la mateixa manera que el primer. S'ha conservat la que havia estat la primitiva bassa del molí i l'estructura per on sortia l'aigua. A pocs metres d'aquesta sortida d'aigua i dins del recinte del primitiu molí es conserva un petit safareig, d'estructura rectangular, amb un tram de lloses en disposició inclinada per rentar la roba. L'obra presenta un parament paredat, amb restes de carreus emprats per les estructures dels finestrals de l'edifici.
El molí fariner segarrenc necessitava una gran bassa per poder emmagatzemar el màxim d'aigua per al seu funcionament. Una de les parts més importants era el cacau, que bastia a un extrem de la bassa i tenia com a funció regular la pressió de l'aigua en la seva caiguda. Del cacau, l'aigua passava d'un canal a un rodet generalment de fusta i disposat horitzontalment. El moviment giratori del rodet es transmetia a l'eix de fusta, eix que tenia el seu extrem superior l'hèlix de ferro que anava encaixada a la mola superior. Aquesta pedra girava sobre una mola inferior fixada. La pressió de les dues moles convertia el gra amb farina.